# ヒューモビリティワールド
ヒューモビリティワールド（英：Humobility World）は、大阪府池田市ダイハツ町1-1、ダイハツ工業本社敷地内にある企業博物館。「ヒューモビリティ」とは、「human」（人）と「mobility」（モビリティー、機動性・移動性といった意味）とを組み合わせた造語である。会社の創立100周年を記念して、2007年（平成19年）5月7日に開館した。その後、2015年（平成27年）1月にリニューアルオープンし、現在に至る。

## 施設・展示

### フロア案内
建物は地上4階建てで、2階から上階が展示スペースとなっている。延床面積は約2,900平方メートル。以下、出典による。
- 2階 - 総合案内所を設置。「ダイハツの原点」と題して昭和初期の製品を展示するほか、企画展の開催を行う。
- 3階 - 「いつの時代も くらしの真ん中に」と題して戦後以降の製品を人々の暮らしの移り変わりとともに紹介。また、「アジアに広がる ダイハツのクルマづくり」では海外事業に関する展示を行う。
- 4階 - 「ミライースの ひみつシアター」、「ダイハツ車を支える技術と情熱」、「使う人のことを考えた 軽自動車づくり」、「事故被害を軽減する技術」の各コーナーにおいて、自動車に関する知識を図や映像、装置を用いて紹介する。

### 主な展示物
- LH-25型ディーゼル機関 - 1933年（昭和8年）製。灌漑用原動機として滋賀県で20年間活躍[1]。
- HD型三輪自動車 - 1931年（昭和6年）に発売された三輪自動車（オート三輪）で、ダイハツのものづくりの原点[1]。
- ダイハツ・ミゼット - 1950年代。映画『ALWAYS 三丁目の夕日』でも知られる三輪自動車[5]。
- ダイハツ・フェロー - 1960年代。プリズムカットの外観が特徴[5]。
- ダイハツ・シャレード - 1970年代。「5平米カー」と呼ばれたヒット作[5]。
- ダイハツ・ミラ クォーレ - 1980年代。ミラシリーズの原点[5]。
- ダイハツ・ムーヴ - 1990年代[5]。
- ダイハツ・コペン - 2000年代[5]。
- ダイハツ・タント - 2000年代[5]。
- ダイハツ・ミライース - 2010年代[5]。
- ダイハツ・アイラ - 新興国向け[5]。

### 企画展
出典による。
- 1/5スケールミニカー展示（2017年12月）
- 蘇れコンパーノ（2018年4月）
- ハイゼットアクティブバージョン展示（2018年7月）
- エンジンの進化展（2018年10月）
- ラリーカー展（2019年2月）
- デザインの仕事（2019年6月）
- フェロー展（2019年10月）
- 働くクルマ展（2020年1月）

## 利用案内

### 一般向け
- 入場料：無料[7]
- 開館日：毎週土曜日[7]
  - 午前の部：9時30分から12時まで（最終入館11時）[7]
  - 午後の部：13時から17時まで（最終入館16時）[7]
- 予約：団体（10人以上）は要予約[7][8]。
- ガイドツアー：10時30分、14時、16時開始（日本語45分間、当日申し込み）[7]
- バリアフリー：館内にエレベーター、スロープ、多目的トイレ、授乳室を設置。車椅子の貸し出しは要事前連絡[8]。
- その他：全館禁煙、飲食・飲酒不可。展示館における写真撮影は可[7]。一般の工場見学は実施していない[8]。

### 小学校向け
小学校5年生を対象とした社会科見学メニューが用意されている。工場見学は本社（池田）工場のほか、滋賀（竜王）工場（滋賀県蒲生郡竜王町大字山之上3000番地、名神高速道路・竜王インターチェンジが最寄り）の2か所で実施。予約受付は見学希望日の2か月前から。

## 交通アクセス
公共交通機関
バス停留所「ダイハツ本社前」が最寄り。阪急バスが阪急電鉄・石橋阪大前駅（HK-48、旧・石橋駅）および池田駅 (HK-49) からの路線バスを運行している（6・11系統）。JR福知山線・北伊丹駅 (JR-G53) からは直線距離で1,083メートルである。
自家用自動車
中国自動車道 (E2A)・中国池田インターチェンジが最寄り。来館者向けの駐車場・駐輪場がある。マイクロバスや観光バスは不可。